# کماندو آرایس
آراس کماندو (به آلمانی: Sonderkommando Arajs) که توسط همدست و افسر اس‌اس، ویکتورس آراس، فرماندهی می‌شد از جمله گروه‌های پلیس کمک لتونی (به آلمانی: Lettische Hilfspolizei) بود که به اس دی گزارش می‌داد. این گروه از جمله بدنام‌ترین گروهای کشتار در دوران هولوکاست به‌شمار می‌رفت.

## اقدامات
واحد آراس کماندو به‌طور فعال در انواع جنایات نازی‌ها، از جمله کشتار یهودیان، مردم کولی، و بیماران روانی، و همچنین اقدامات تنبیهی و کشتار غیرنظامیان در امتداد مرز شرقی لتونی با اتحاد جماهیر شوروی شرکت داشت. این گروه در مجموع حدود ۲۶۰۰۰ یهودی را به قتل رساند. از مهمترین موارد، شرکت این واحد در کشتار دسته‌جمعی یهودیان در گتو ریگا، و نیز چندین هزار یهودی تبعیدی از آلمان در رویداد موسوم به کشتار رومبولا در ۳۰ نوامبر و ۸ دسامبر ۱۹۴۱ بود. برخی از افراد آراس کماندو همچنین به عنوان نگهبان در اردوگاه کار اجباری سالاسپیلس کار می‌کردند.
آراس کماندو مسئول به آتش کشیدن کنیسه بزرگ شهر ریگا در ۴ ژوئیه ۱۹۴۱ و کشته‌شدن تعدادی از یهودیان در آن بود. این رویداد، که لتونی سالگردش را به عنوان روز یادبود هولوکاست گرامی می‌دارد، در روزنامه‌های آلمانی به شکل حرکتی خودجوش توسط مردم کرانه بالتیک برای یهودی‌زدایی تبلیغ شد.
تعداد اعضای این واحد در دوره‌ای که در کشتار یهودیان لتونی شرکت داشت، حدود ۳۰۰ تا ۵۰۰ نفر بود و جریان حضور در عملیات ضد پارتیزانی در سال ۱۹۴۲، در اوج خود به بیش از ۱۵۰۰ نفر رسید. در واپسین مراحل جنگ، این واحد منحل و پرسنل آن به هنگ لتونی منتقل شدند.